# تامر محسن
تامر محسن هو مخرج ومؤلف مصري. آخر أعماله كتابةً وإخراجًا هو (لعبة نيوتن) عام 2021 من بطولة مني زكي ومحمد ممدوح ومحمد فراج وأيضًا من أولي إنتاجات سعدي - جوهر تلفيزيونيًا. 

## حياته المهنية
تخرج من قسم العمارة بكلية الفنون الجميلة في عام 1995، ثم تخرج من المعهد العالي للسينما في عام 2002، وإختار العمل بالأفلام الوثائقية منذ تخرجه كمخرج وكاتب سيناريو ومنتج، كما عمل في إخراج الإعلانات التجارية، كما إتجه لإخراج المسلسلات التلفزيونية، وكان أول مسلسل يخرجه هو "بدون ذكر أسماء"، وتلاه بـ"تحت السيطرة"، كما اخرج للسينما فيلم «قط وفار».

## فيلموجرافيا

### تأليف

#### سيناريو وحوار
| السنة | أسم العمل        | النوع   |
| ----- | ---------------- | ------- |
|       | اغتيال حسن البنا | فيلم    |
| 2002  | شباب أون لاين 1  | سيت كوم |
| 2005  | اغتيال السادات   | فيلم    |
| 2021  | لعبة نيوتن       | مسلسل   |

#### قصة
| السنة | أسم العمل   | النوع |
| ----- | ----------- | ----- |
| 2015  | تحت السيطرة | مسلسل |

#### مؤلف
| السنة | أسم العمل                 | النوع     |
| ----- | ------------------------- | --------- |
|       | الماريونيت                | مسرحية    |
|       | الحفلة                    | فيلم قصير |
|       | إن تنام بهدوء حتي السابعة | فيلم قصير |
| 2011  | مصلحة                     | فيلم      |
| 2025  | قلبي ومفتاحه              | مسلسل     |

### إخراج
| السنة | أسم العمل                 | النوع              |
| ----- | ------------------------- | ------------------ |
|       | أغتيال حسن البنا          | فيلم               |
|       | سعد زغلول..الزعيم وظله    | فيلم وثائقي/تسجيلي |
|       | الماريونيت                | مسرحية             |
|       | الحفلة                    | فيلم قصير          |
|       | إن تنام بهدوء حتي السابعة | فيلم قصير          |
|       | الأهلي في مائة عام        | فيلم وثائقي/تسجيلي |
| 2005  | إغتيال السادات            | فيلم               |
| 2011  | مصلحة                     | فيلم               |
| 2013  | بدون ذكر أسماء            | مسلسل              |
| 2015  | قط وفار                   | فيلم               |
| 2015  | تحت السيطرة               | مسلسل              |
| 2017  | هذا المساء                | مسلسل              |
| 2021  | لعبة نيوتن                | مسلسل              |
| 2024  | فقرة الساحر               | مسلسل              |
| 2025  | قلبي ومفتاحه              | مسلسل              |

## روابط خارجية
- تامر محسن على موقع IMDb (الإنجليزية)
- تامر محسن على موقع الدهليز
- تامر محسن على موقع قاعدة بيانات الأفلام العربية
- تامر محسن على موقع قاعدة بيانات الفيلم (الإنجليزية)